# El Barrio, Hidalgo
El Barrio är en ort i Mexiko.   Den ligger i kommunen Chapulhuacán och delstaten Hidalgo, i den sydöstra delen av landet, 190 km norr om huvudstaden Mexico City. El Barrio ligger 1 084 meter över havet och antalet invånare är 461.
Terrängen runt El Barrio är bergig åt nordväst, men åt sydost är den kuperad. El Barrio ligger uppe på en höjd. Runt El Barrio är det ganska tätbefolkat, med 60 invånare per kvadratkilometer. Närmaste större samhälle är Tamazunchale, 18,7 km nordost om El Barrio. I omgivningarna runt El Barrio växer i huvudsak städsegrön lövskog.